# Wilshire/Vermont (métro de Los Angeles)
Pour les articles homonymes, voir Wilshire et Vermont.
Wilshire/Vermont est une station du métro de Los Angeles desservie par les rames des lignes B et D à Koreatown, quartier de Los Angeles, en Californie.

## Localisation
Station souterraine du métro de Los Angeles, Wilshire/Vermont est desservie par les lignes B et D et est située à l'intersection de Wilshire Boulevard et de Vermont Avenue dans le quartier Koreatown près du centre-ville de Los Angeles. La station est également incluse dans le quartier plus vaste du Mid-Wilshire.

## Histoire
Wilshire/Vermont a été mise en service le 13 juillet 1996.

## Service

### Accueil

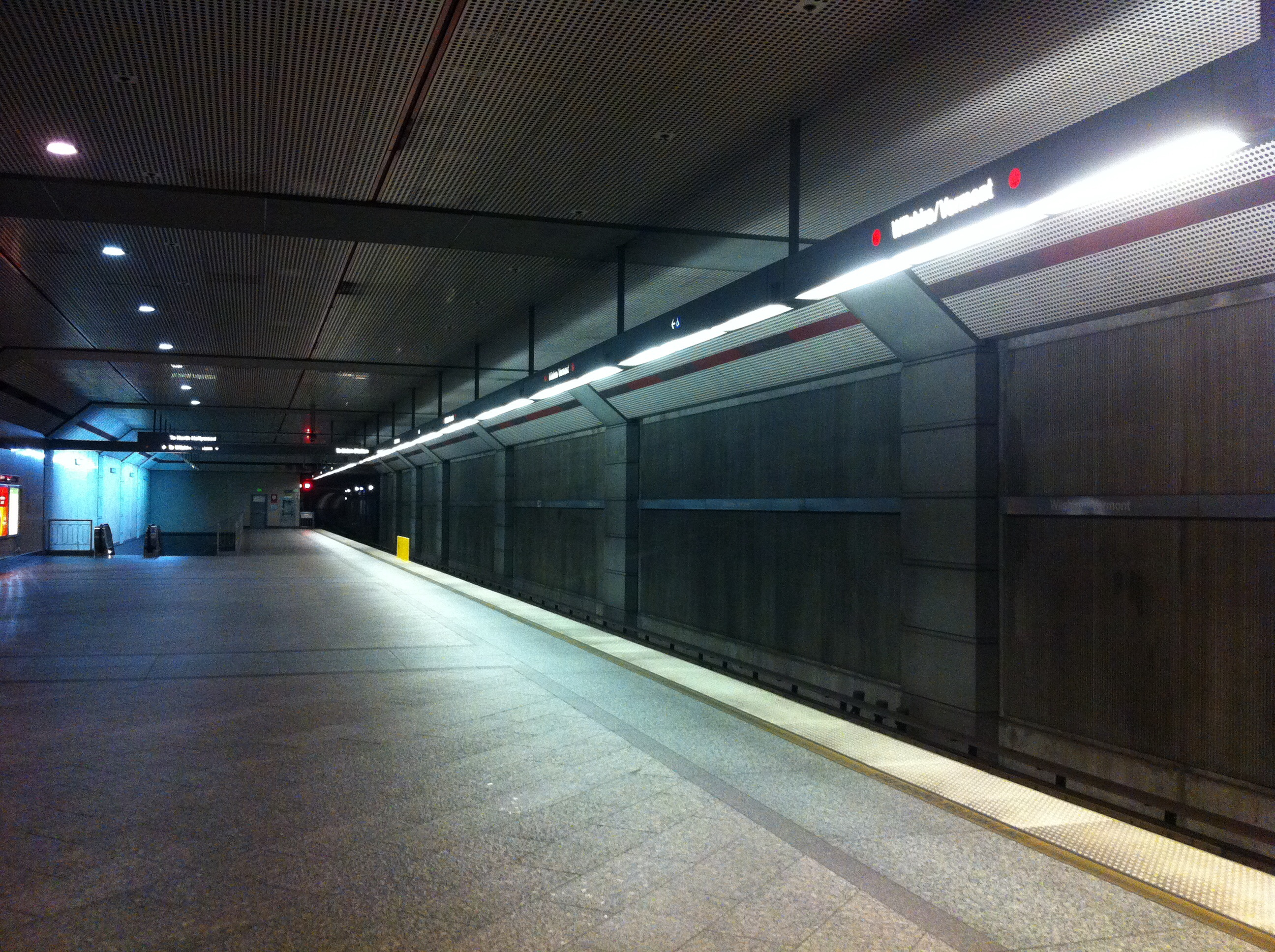
Plateforme de la station.
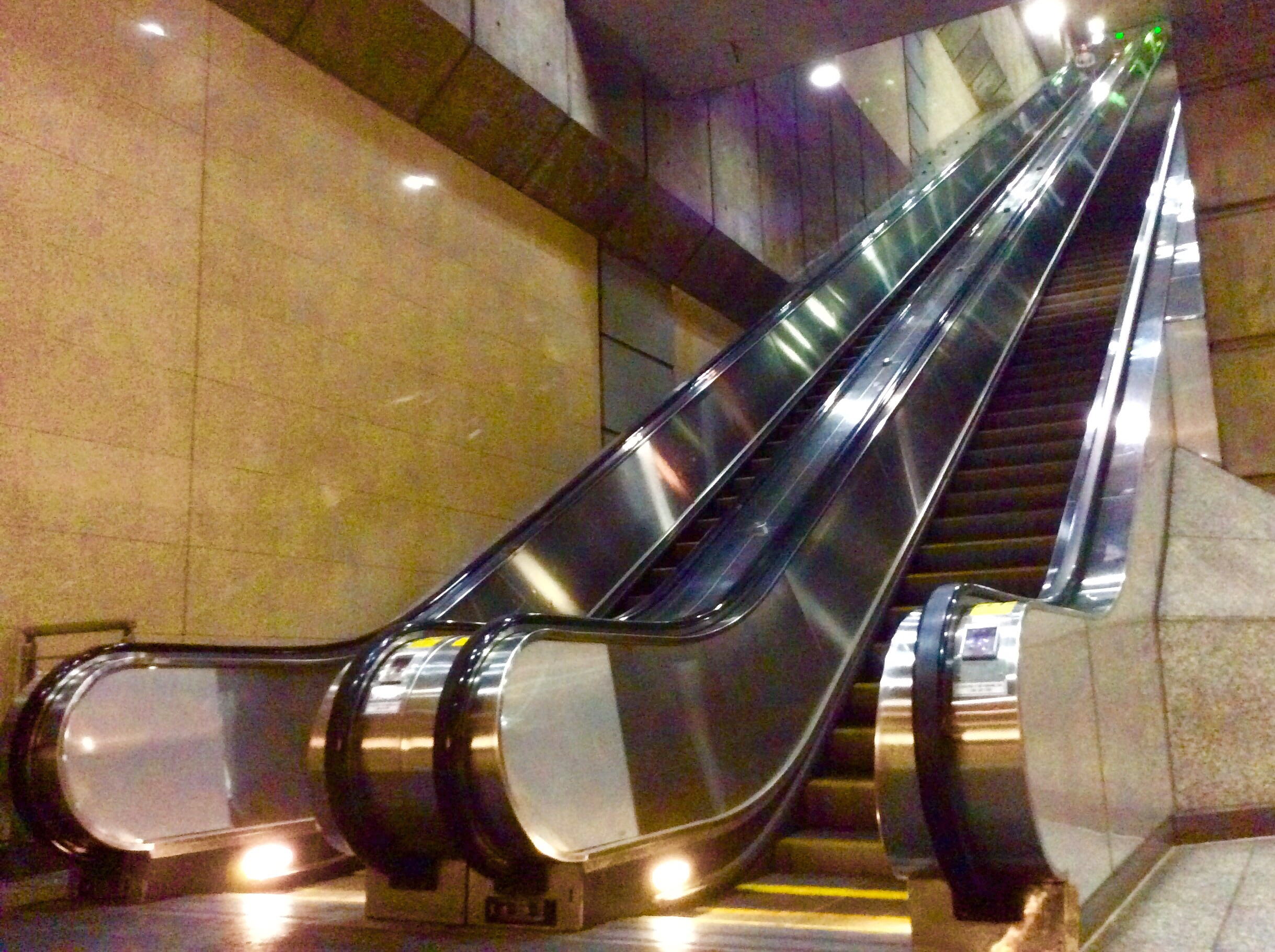
Escalator remarquable situé dans la station.
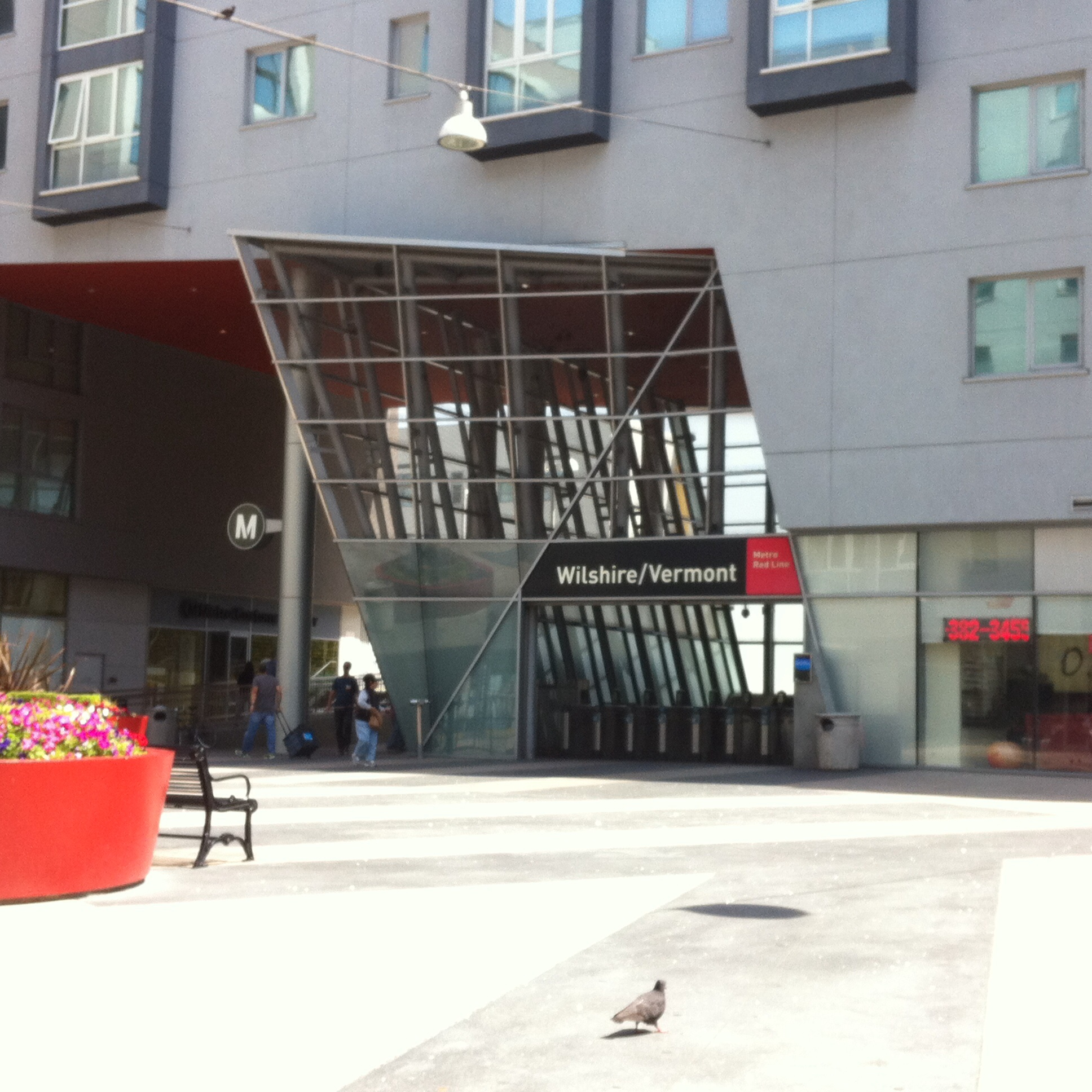
Entrée principale de Wilshire/Vermont.

### Desserte
Wilshire/Vermont est desservie par les rames des lignes B et D du métro,.

### Intermodalité
La station est desservie par les lignes d'autobus 18, 20, 51, 52, 201, 204, 351, 720 et 754 de Metro.